# Вераксін Олександр Сергійович
Олександр Сергійович Вераксін (22 жовтня 1872–1918) — член III Державної думи від Віленської губернії, священик.

## Початок служби
Олександр Вераксін у 1984 році він закінчив Полоцьке духовне училище і Вітебську духовну семінарію.
У 1896 році Олександр Вераксін був рукоположений у священики. Служив у Дісненському, а потім Свенцянському повітах, одночасно будучи законовчителем народних училищ і завідувачем вчительської школи. У 1905 році, за пропозицією архієпископа Литовського і Віленського Нікандра, перейшов священиком до Березвечського жіночого монастиря, де також керував жіночою учительською школою. Олександр Вераксін склав історичний нарис монастиря, який був опублікований у 1910 році. Крім того, служив псаломщиком у Георгіївській церкві села Кіцково Себезького повіту.

## Громадська діяльність
Також він був головою Глибоцького відділу Союзу російського народу, а також членом Російських зборів.
У 1907 році Олександр Вераксін був обраний до складу III Державної думи від російського сільського населення Віленської губернії. Він входив до фракції правих. Був членом комісій: з питань місцевого самоврядування, з народної освіти та розпорядчої. Брав активну участь в розробці законопроєкту про церковно-парафіяльні школи.
Також Олександр Вераксін публікувався в правих газетах «Земщина» та «Русское знамя». У 1910 році був обраний кандидатом у члени Головної ради РНР, а потім — почесним членом РНР з правами члена-засновника.

## Родина
Олександр Вераксін був православним. Він володів 300 десятинами церковної землі. Був одружений.

## Смерть
За даними Михаїла Польського, Олександр Вераксін був убитий революціонерами в Київській губернії в 1918 році. Його повісили на воротах свого будинку. У 1981 році на Архієрейському соборі Російської православної церкви за кордоном (РПЦЗ) був прославлений серед новомучеників і сповідників Російських.

## Твори
- Березвечский монастырь Литовской епархии, Дисненского уезда (Исторический очерк). Вильна, 1910.